# Campionato mondiale femminile di pallacanestro 1990
L'XI edizione del Campionato Mondiale di Pallacanestro Femminile FIBA è stata disputata in Malaysia nel 1990.

## Squadre partecipanti
| Gruppo A - Bulgaria - Australia - Italia - Malaysia | Gruppo B - Unione Sovietica - Canada - Brasile - Giappone | Gruppo C - Stati Uniti - Corea del Sud - Cecoslovacchia - Senegal | Gruppo D - Jugoslavia - Cina - Cuba - Zaire |

## Classifica finale
| Campione del Mondo | Campione del Mondo | Campione del Mondo |
| --- | ------------------ | --- |
| Stati Uniti4 Edwards, 5 Hall, 6 Woodard, 7 Jackson, 8 Azzi, 9 Orr, 10 Bullett, 11 Henning, 12 McClain, 13 Dixon, 14 Cooper, 15 Jones, All. Theresa Grentz |                    | |
| Argento | Jugoslavia         | Jugoslavia4 Džebo, 5 Lakić, 6 Vild, 7 Bajkuša, 8 Kvesić, 9 Nakić, 10 Golić, 11 Bjedov, 12 Mujanović, 13 Ilić, 14 Arbutina, 15 Milošević, All. Mihajlo Vuković                                      |
| Bronzo | Cuba               | Cuba4 Borrell, 5 A. Hernández, 6 Vigil, 7 Gómez, 8 Perdomo, 9 Águila, 10 León, 11 Martínez, 12 Henry, 13 Cala, 14 R. Hernández, 15 Castillo, All. Manuel Pérez                                     |
| 4. | Cecoslovacchia     | Cecoslovacchia4 Bieliková, 5 Vasilková, 6 Kalužáková, 7 Šimonová , 8 Adamcová, 9 Němcová, 10 Brziaková, 11 Hiráková, 12 Dobrovičová, 13 Chupíková, 14 Valová, 15 Kotočová, All. Miroslav Vondřička |
| 5. | Unione Sovietica   | Unione Sovietica4 Evkova, 5 Kuznecova, 6 Kušč, 7 Mozgovaja, 8 Švajbovič, 9 Tkačenko, 10 Minch, 11 Chudašova, 12 Sumnikova, 13 Šakirova, 14 Zasul'skaja, 15 Savičkaja, All. Evgenij Gomel'skij      |
| 6. | Australia          | Australia4 Maher, 5 Gorman, 6 Brondello, 7 Timms, 8 Moyle, 9 Reisener, 10 Hamilton, 11 Thornton, 12 Moffa, 13 Dalton, 14 Browning, 15 Sporn, All. Robbie Cadee                                     |
| 7. | Canada             | Canada4 Blakebrough, 5 Karch, 6 Pendergast, 7 Bertholet, 8 Hamilton, 9 Evans, 10 St. Martin, 11 Clarke, 12 Fowler, 13 Hendry, 14 Blackwell, 15 Lange, All. Wayne Hussey                            |
| 8. | Bulgaria           | Bulgaria4 Todorova, 5 Spasova, 6 Najdenova, 7 Varbanova, 8 Popova, 9 Dragomirova, 10 Kosturkova, 11 Radkova, 12 Slavčeva, 13 Staneva, 14 Cekova, 15 Banova, All. Ivan Lepičev                      |
| 9. | Cina               | Cina4 Wang, 5 Ling, 6 Zheng W., 7 Li X., 8 Li D., 9 Hu, 10 Peng, 11 Zheng X., 12 Chu, 13 Xue, 14 Liu, 15 Xu, All. Lü Changxin                                                                      |
| 10. | Brasile            | Brasile4 Hortência, 5 Ana Mota, 6 Nádia, 7 Ana Paula, 8 Paula, 9 Janeth, 10 Roseli, 11 Ruth, 12 Vânia Teixeira, 13 Yngrid, 14 Joyce, 15 Simone, All. Maria Helena Cardoso                          |
| 11. | Corea del Sud      | Corea del Sud4 Jeong E., 5 Yu, 6 Choe, 7 Lee H., 8 Jeong M., 9 Ha, 10 Im, 11 Lee G., 12 Cheon, 13 Seo, 14 Seong, 15 Jo, All. Jeong Ju-hyeon                                                        |
| 12. | Giappone           | Giappone4 Tanabe, 5 Sumi, 6 Muramatsu, 7 Kuroda, 8 Yamada, 9 Mikawa, 10 Kakizaki, 11 Suzuki, 12 Ichijō, 13 Hagiwara, 14 Katō, 15 Takeuchi, All. Fumikazu Nakagawa                                  |
| 13. | Italia             | Italia4 Gori, 5 Todeschini, 6 Fullin, 7 Costalunga, 8 Rivellini, 9 Stanzani, 10 Salvestrini, 11 Pollini, 12 Zanotti, 13 Bianco, 14 Comelli, 15 Passaro, All. Aldo Corno                            |
| 14. | Senegal            | Senegal4 Sagna, 5 R. Diakhaté, 6 M. Ndiaye, 7 Dioh, 8 A. Diop, 9 Niang, 10 A. Diakhaté, 11 K. Diop, 12 A. Ndiaye, 13 Mbengue, 14 Kamaka, 15 Ndoye, All. Ibrahima Diagne                            |
| 15. | Zaire              | Zaire4 Ksimbweni, 5 Kano, 6 Bofonda, 7 Okako, 8 N'Goy Benga, 9 Lingenga, 10 Mbuyi, 11 Ntumba, 12 Kamanga, 13 Bompoko, 14 Alele, All. Théophile Ngoie Wa Ngoie                                      |
| 16. | Malaysia           | Malaysia4 Leng, 5 Keng, 6 Fong, 7 May, 8 Teo, 9 Chu, 10 Sim, 11 Shan, 12 Yong, 13 Hung, 14 Nee, 15 Eng, All. Wang Deli                                                                             |